# Parka (Gottheit)
Parka war eine hethitische Vegetationsgottheit. Sie wird bereits in den Urkunden von Kültepe erwähnt und war neben Nipas und Anna die wichtigste Gottheit der einheimischen anatolischen Bevölkerung. Ihr Fest war zugleich ein Termin für Zahlungen.
Während der Zeit des hethischen Reiches hatte Parka einen Tempel in der Hauptstadt Ḫattuša, wo während des AN.TAḪ.ŠUM-Festes und beim KI.LAM-Fest der hethitische Großkönig opferte. Parka wurde auch im Tempel der Korngöttin Ḫalki verehrt.